# نهائي كأس أوكرانيا 2008
نهائي كأس أوكرانيا 2008 هي المباراة النهائية من منافسة كأس أوكرانيا 2007–08، أقيمت المباراة في 7 مايو 2008، في مجمع ميتاليست أوبلاست الرياضي، بين فريقي نادي شاختار دونيتسك، ودينامو كييف، وفاز فيها نادي شاختار دونيتسك، بعد أن هزم دينامو كييف، بنتيجة 2 - 0، وحضر المباراة 28000 شخصاً.

## تفاصيل المباراة
لعبت المباراة النهائية في 7 مايو 2008.
| نادي شاختار دونيتسك | 2 -0 | دينامو كييف |
| ------------------- | ---- | ----------- |
|                     |      |             |